# Gibbs Lecture
A Gibbs Lecture da American Mathematical Society é um prêmio de matemática concedido anualmente, em memória de Josiah Willard Gibbs. O prêmio é destinado não apenas a matemáticos, mas também físicos, químicos, médicos e outros especialistas, como o economista Paul Samuelson. O prêmio é um reconhecimento a aplicações da matemática.
O premiado dá uma palestra, publicada no Bulletin of the American Mathematical Society.

## Premiados[1]
- 1923 Michael Pupin
- 1924 Robert Henderson
- 1925 James Pierpont
- 1926 Horatio Burt Williams
- 1927 Ernest William Brown
- 1928 Godfrey Harold Hardy
- 1929 Irving Fisher
- 1930 Edgar Bright Wilson
- 1931 Percy Williams Bridgman
- 1932 Richard Chace Tolman
- 1934 Albert Einstein
- 1935 Vannevar Bush
- 1936 Henry Norris Russell
- 1937 Charles August Kraus
- 1939 Theodore von Kármán
- 1941 Sewall Wright
- 1943 Harry Bateman
- 1944 John von Neumann
- 1945 John Clarke Slater
- 1946 Subrahmanyan Chandrasekhar
- 1947 Philip McCord Morse
- 1948 Hermann Weyl
- 1949 Norbert Wiener
- 1950 George Eugene Uhlenbeck
- 1951 Kurt Gödel
- 1952 Marston Morse
- 1953 Wassily Leontief
- 1954 Kurt Otto Friedrichs
- 1955 Joseph Edward Mayer
- 1956 Marshall Harvey Stone
- 1958 Hermann Muller
- 1959 Jan Burgers
- 1960 Julian Schwinger
- 1961 James Johnston Stoker
- 1962 Chen Ning Yang
- 1963 Claude Shannon
- 1964 Lars Onsager
- 1965 Derrick Henry Lehmer
- 1966 Martin Schwarzschild
- 1967 Mark Kac
- 1968 Eugene Paul Wigner
- 1969 Raymond Louis Wilder
- 1970 Walter Munk
- 1971 Eberhard Hopf
- 1972 Freeman Dyson
- 1973 Jürgen Moser
- 1974 Paul Samuelson
- 1975 Fritz John
- 1976 Arthur Wightman
- 1977 Joseph Keller
- 1978 Donald Knuth
- 1979 Martin Kruskal
- 1980 Kenneth Wilson
- 1981 Cathleen Synge Morawetz
- 1982 Elliott Montroll
- 1983 Samuel Karlin
- 1984 Herbert Simon
- 1985 Michael Rabin
- 1986 Laurence Edward Scriven
- 1987 Thomas Spencer
- 1988 David Ruelle
- 1989 Elliott Lieb
- 1990 George Dantzig
- 1991 Michael Atiyah
- 1992 Michael Fisher
- 1993 Charles Peskin
- 1994 Robert May
- 1995 Andrew Majda
- 1996 Steven Weinberg
- 1997 Persi Diaconis
- 1998 Edward Witten
- 1999 Nancy Kopell
- 2000 Roger Penrose
- 2001 Ronald Graham
- 2002 Michael Berry
- 2003 David Mumford
- 2004 Eric Lander
- 2005 Ingrid Daubechies
- 2006 Michael Savageau
- 2007 Peter Lax
- 2008 Avi Wigderson
- 2009 Percy Deift
- 2010 Peter Shor
- 2011 George Papanicolaou
- 2012 Bradley Efron
- 2013 Cédric Villani
- 2014 Andrew Blake
- 2015 Ronald Graham
- 2016 Daniel Spielman[2]
- 2017 John Preskill[3]
- 2018 Cynthia Dwork